# كاميرون بوتر
كاميرون بوتر (بالإنجليزية: Cameron Porter)‏ (23 مايو 1993 سنترفيل الولايات المتحدة - ) هو لاعب كرة قدم أمريكي يلعب كمهاجم.

## روابط خارجية
- كاميرون بوتر على موقع الدوري الأمريكي (الإنجليزية)
- كاميرون بوتر على موقع قاعدة بيانات كرة القدم.إي يو (الإنجليزية)
- كاميرون بوتر على موقع Soccerbase.com (لاعب) (الإنجليزية)
- كاميرون بوتر على موقع Soccerway.com (الإنجليزية)
- كاميرون بوتر على موقع عالم كرة القدم.نت (الإنجليزية)
- كاميرون بوتر على موقع AS.com (الإسبانية)